# Alexander H. Jones
Alexander Hamilton Jones (* 21. Juli 1822 im Buncombe County, North Carolina; † 29. Januar 1901 in Long Beach, Kalifornien) war ein US-amerikanischer Politiker. Zwischen 1868 und 1871 vertrat er den Bundesstaat North Carolina im US-Repräsentantenhaus.

## Werdegang
Nach dem Schulbesuch wurde Alexander Jones im Handel tätig. Während des Bürgerkrieges trat er im Jahr 1863 in das Heer der Union ein, womit er sich gegen die Mehrheit seiner Landsleute in North Carolina entschied. Im Jahr 1864 geriet er in Kriegsgefangenschaft, aus der er entfliehen konnte. Bis Kriegsende blieb er Soldat der Union. Nach dem Krieg kehrte er nach North Carolina zurück, wo er als Mitglied der Republikanischen Partei eine politische Laufbahn begann.
Im Jahr 1865 war Jones Delegierter auf einer Versammlung zur Überarbeitung der Verfassung von North Carolina. Damals wurde er auch in das US-Repräsentantenhaus gewählt, wo ihm der Sitz verweigert wurde, weil sein Staat noch nicht wieder in die Union aufgenommen worden war. Nach der Wiederaufnahme North Carolinas wurde Jones dann im siebten Wahlbezirk des Staates in das US-Repräsentantenhaus in Washington, D.C. gewählt, wo er am 6. Juli 1868 sein neues Mandat antrat. Nach einer Wiederwahl konnte er bis zum 3. März 1871 im Kongress verbleiben. Im Jahr 1870 unterlag er dem Demokraten James C. Harper.
Bis 1876 blieb Alexander Jones in der Bundeshauptstadt Washington. Danach zog er nach Maryland, wo er bis 1884 lebte. Anschließend ließ er sich in Asheville (North Carolina) nieder. Über Oklahoma, wohin er zwischenzeitlich gezogen war, gelangte er im Jahr 1897 nach Kalifornien, wo er seinen Lebensabend verbrachte. Er starb am 29. Januar 1901 in Long Beach.